# Kublicki

Herb Kublicki wg Juliusza Ostrowskiego

Kublicki (albo Pietuch cz. Piotuch) – polski herb szlachecki, herb własny rodziny dawniej litewskiej, znanej w połockiem z początku XVI wieku oraz następnie w rzeczyckiem, odmiana herbu Prus III. Wedł. S. Uruskiego w połockiem istniałа również rodzina Kublickich herbu Ostoja odm.

## Opis herbu
Na środku tarczy dwudzielniej - półtora srebrnego krzyża bez prawego dolniego ramienia, między półksężycem złotym rogami do krzyża, a między polową srebrniej podkowy barkiem do góry w polu prawem czerwoniem pierwsze, a w polu lewem błękitnym drugie. Klejnot: nad hełmiem w koronie noga zbrojna piętą w lewo do góry zgięta w kolanie. Labry: z prawej czerwone, podbite złotem; z lewej błękitne, podbite srebrem.

## Herbowni
Według Uruskiego: Kublicki-Piotuch. Według Gajla: Kublicki, Piotuch.

## Znani herbowni
- Franciszek Kublicki-Piotuch (ros. Кублицкий-Пиоттух, Франц Феликсович) (1860-1920), absolwent 2-ej Konstantynowskiej Artyleryjskiej Szkoły Wojskowej 1878 r., pułkownik z 1902 r., rosyjski generał lejtnant z 1915 r., dowódca 2-ej dywizji strzelców Finlandzkich w I wojnie światowej, ojczym rosyjskiego poety Aleksandra Błoka.
- Adam Kublicki-Piotuch (ros. Кублицкий-Пиоттух, Адам Феликсович) (1855-1932), brat poprzedniego, absolwent Petersburskiego uniwersytetu, prawnik, naczelny Ałtajskiego kraju w 1900-1904 rr.